# Fahad Abdulrahman
Fahad Abdulrahman Abdullah (arabe : فهد عبدالرحمن عبدالله), né le 10 octobre 1962 à l'époque dans les États de la Trêve et aujourd'hui aux Émirats arabes unis, est un footballeur international émirien qui évoluait au poste de milieu de terrain.

## Biographie

### Carrière en sélection
Fahad Abdulrahman dispute quatre matchs lors des éliminatoires du mondial 1986, et trois lors des éliminatoires du mondial 1990.
Il participe avec l'équipe des Émirats arabes unis, à la Coupe du monde de 1990. Lors du mondial organisé en Italie, il ne joue aucun match.